# Symplecta zukeli
Symplecta zukeli là một loài ruồi trong họ Limoniidae. Chúng phân bố ở miền Tân bắc.